# مارك روبنسون (ممثل)
مارك روبنسون هو عارض وممثل هندي، ولد في 3 فبراير 1964.

## وصلات خارجية
- مارك روبنسون على موقع IMDb (الإنجليزية)
- مارك روبنسون على موقع قاعدة بيانات الفيلم (الإنجليزية)
- مارك روبنسون على موقع كينوبويسك (الروسية)